# Czerwona krowa (polska)

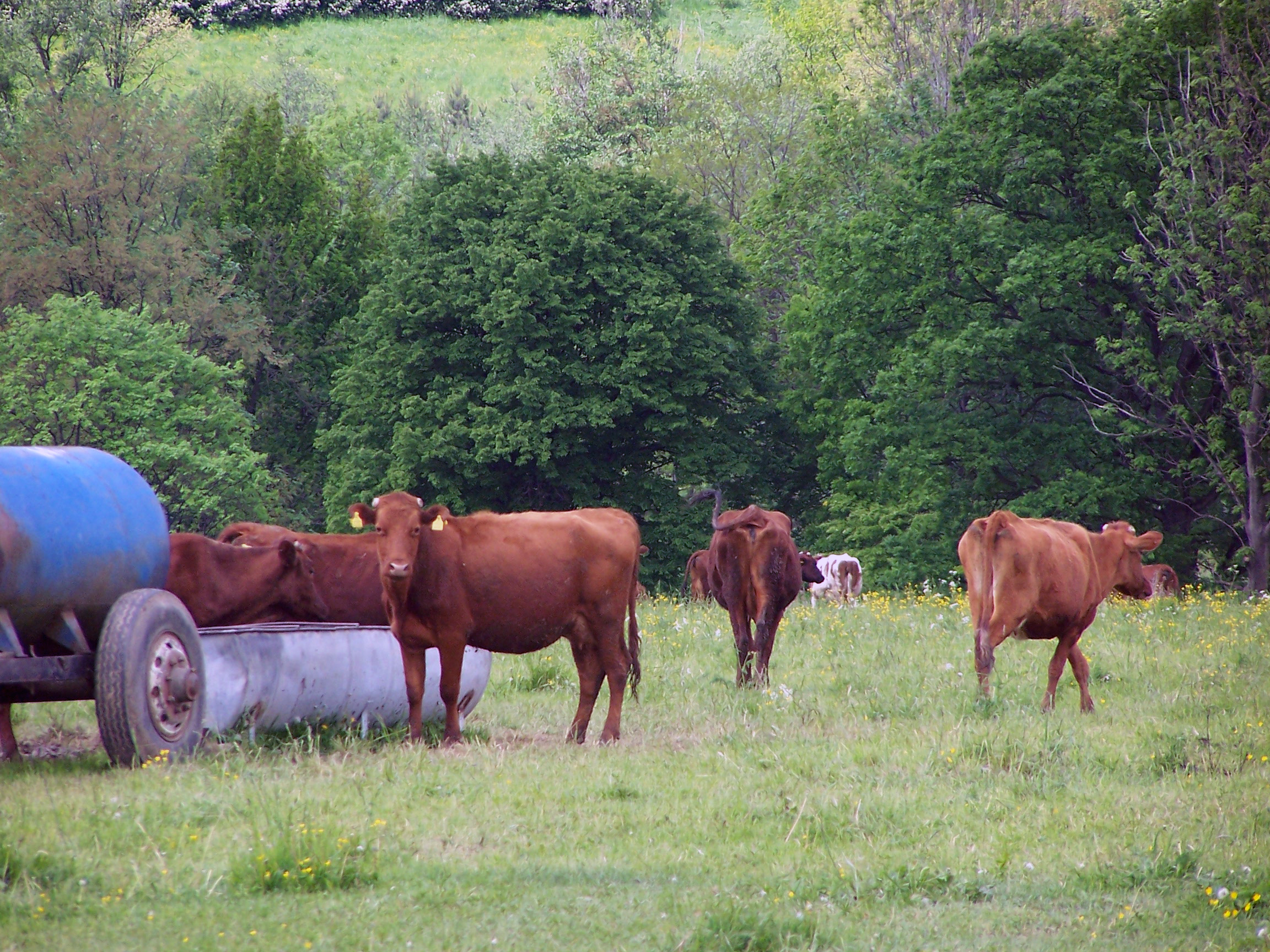
Czerwone krowy w pobliżu Szczyrzyca

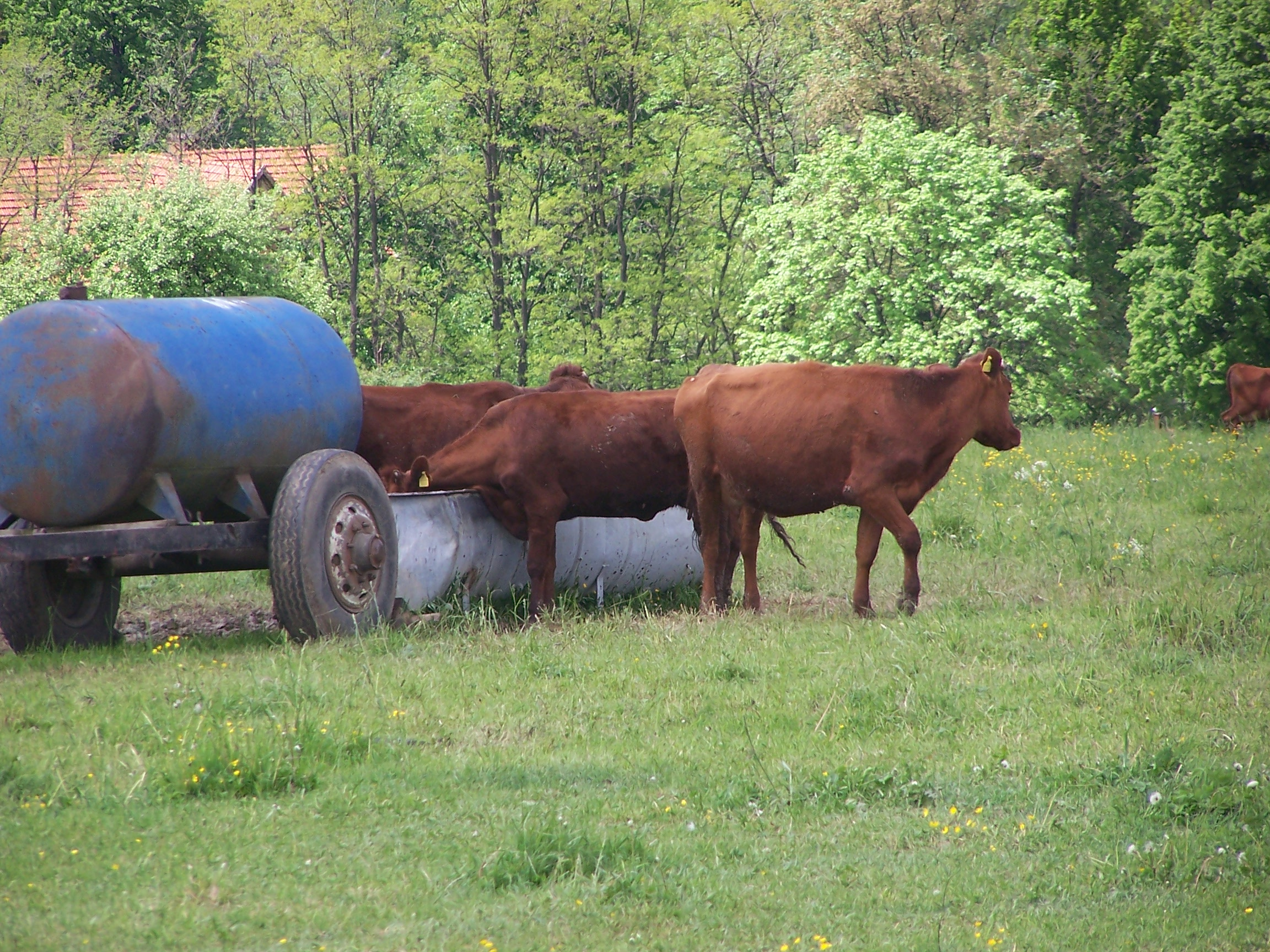

Polska czerwona (krowa) – polska rasa bydła domowego maści jednolitej czerwonej z rodziny mleczno-mięsnej.
Rasa ta pochodzi od małego dzikiego bydła brachycerycznego (krótkorogiego), występującego we wschodniej części Europy Środkowej i w Skandynawii. Została zidentyfikowana w 1901 przez Leopolda Adametza. W okresie międzywojennym rasa ta stanowiła 25% polskiej populacji bydła. W 1982 zlikwidowano rejon zachowawczy hodowli krowy czerwonej, co doprowadziło do spadku populacji tej rasy, wypieranej przez bardziej wydajne rasy i krzyżówki. Czerwona krowa jest objęta programem odbudowy bioróżnorodności Arka Smaku. Wiele sztuk jest pod opieką ojców cystersów ze Szczyrzyca. 
Waga: 400-500 kg; mleczność: 2700-3000 kg.
Występuje w czterech odmianach: dolinowej, podgórskiej, rawickiej i śląskiej.